# Europalle
En europalle (også EUR-palle) er en standardiseret palle som bruges som underlag ved transport ved hjælp af truck. En helpalle er 120 cm lang og 80 cm bred, mens en halvpalle er 60 cm lang og 80 cm bred. Europaller vejer 22-25 kg, varierende efter fugtighed. Der er omkring 450-500 millioner europaller i cirkulation.
Europaller kan lastes med op til 1500 kg. Når de stables kan den maksimale lastekapacitet øges til 4.000 kg.
Set fra langsiden har godkendte europaller et ovalt mærke på højre klods med bogstaverne «EUR» indeni, og på venstre klods navnet på et europæisk jernbaneselskab, f.eks. NSB, SJ, DB, osv.
Det polske jernbaneselskab PKP har fået inddraget sin licens fra den internationale jernbaneunion (UIC) til at autorisere polske EUR-paller med mærket PKP (Polskie koleje panstwowe). Årsagen er et kvalitetsskred i forhold til standarden. PKP-mærkede paller produceret efter 1. maj 2004 er derfor at betragte som forfalskninger af EUR-pallen.